# ポルト・ディタリー駅
ポルト・ディタリー駅（仏: Porte d'Italie）は、フランス・パリの13区にある、メトロ（地下鉄）7号線（メリー・ディヴリー方面支線）の駅。

## 概要

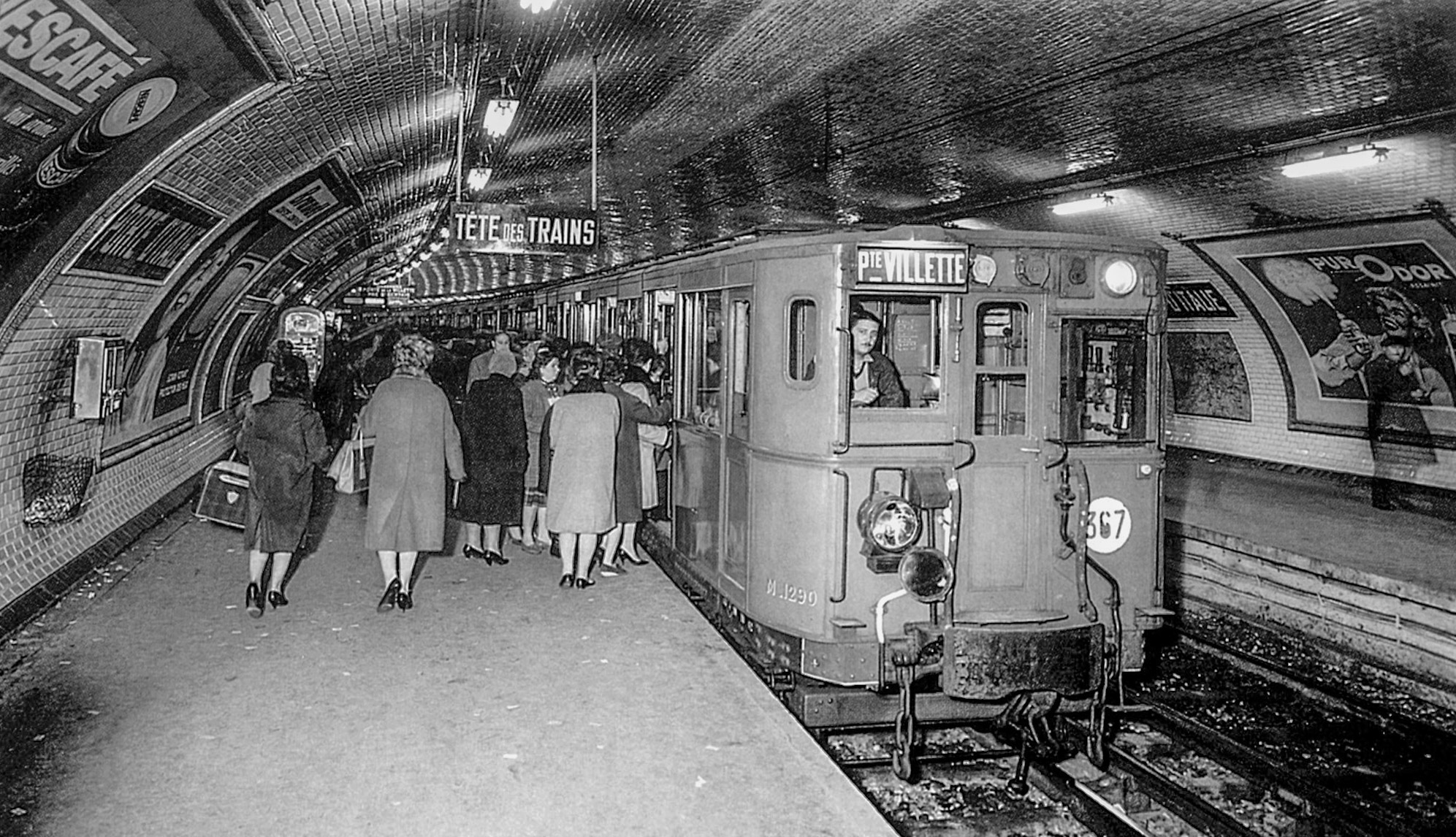
停車中のスプレイグ＝トムソン型車両。1960年ごろ撮影

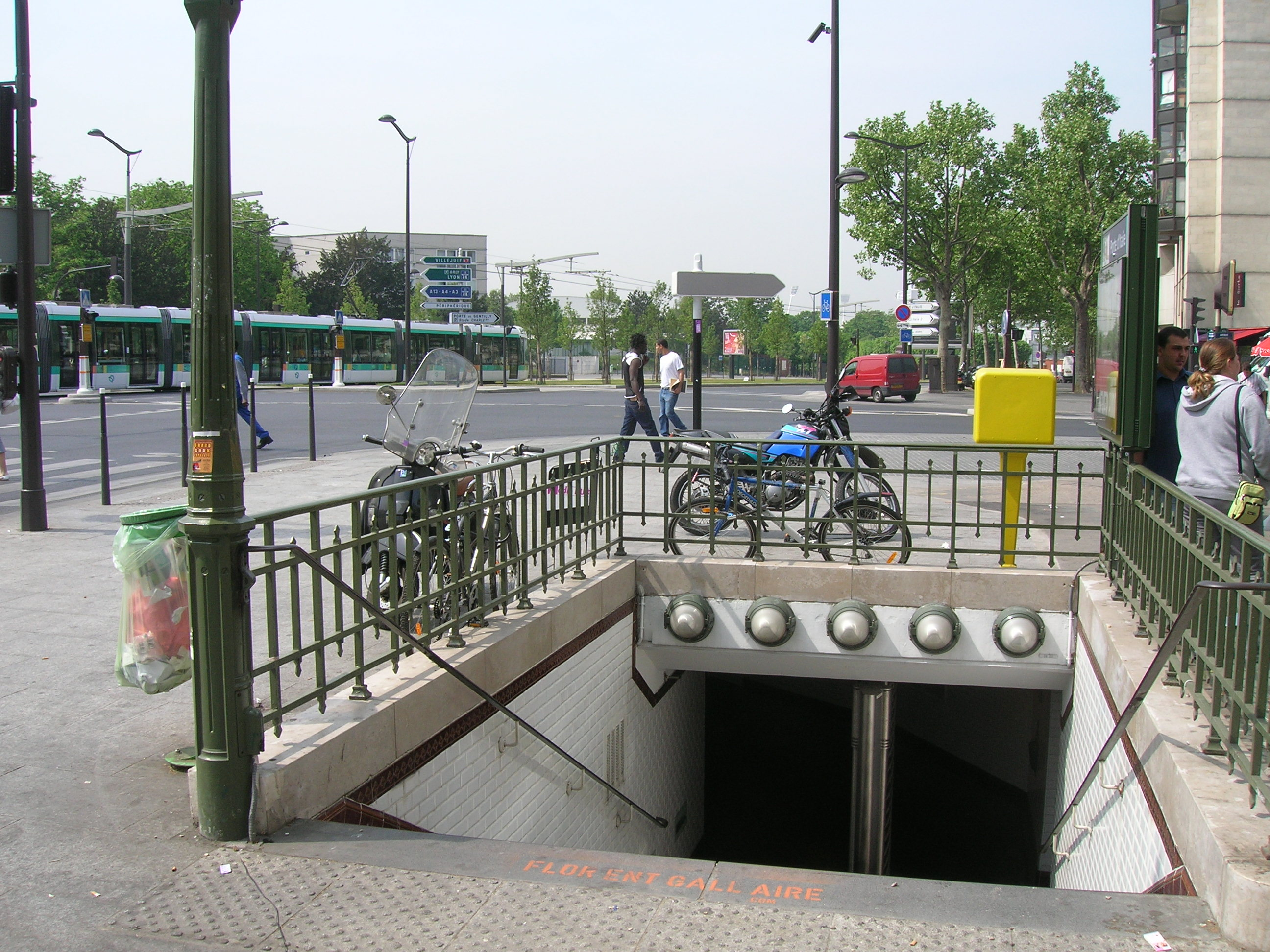
駅入口

1930年3月7日、現在のメトロ7号線プラス・ディタリー駅〜ポルト・ド・ショワジー駅間が10号線の延伸区間として開業した際、その区間上に10号線の駅として開設された。1931年4月21日、プラス・モンジュ駅〜ポルト・ド・ショワジー駅間が7号線に移管されるのに伴い7号線の駅となり現在に至る。
駅名は19世紀中ごろにパリを囲むように建設されたティエールの城壁の門ポルト・ディタリー（イタリア門）にちなむ。駅自体はポルト・ディタリーの東側を通るマッセナ大通りの地下に位置する。カーブを描いた相対式ホーム2面2線の構造を持つ。
出入口は複数あり、エレーヌ・ブーシェ広場に2か所、イタリア通りとの交差点にあたるマッセナ通り166番地に2か所、イタリア通り190番地に1か所設けられている。またホームのメリー・ディヴリー駅方向には、フェルナン・ウィダール通りに向けて階段とエスカレーターを備えた出入口が設けられている。

## 利用状況
2011年の年間乗車人員は256万2,120人。2013年の年間乗車人員は248万6,263人で、これはパリメトロで302駅中222番目の多さである。

## 利用可能な鉄道路線

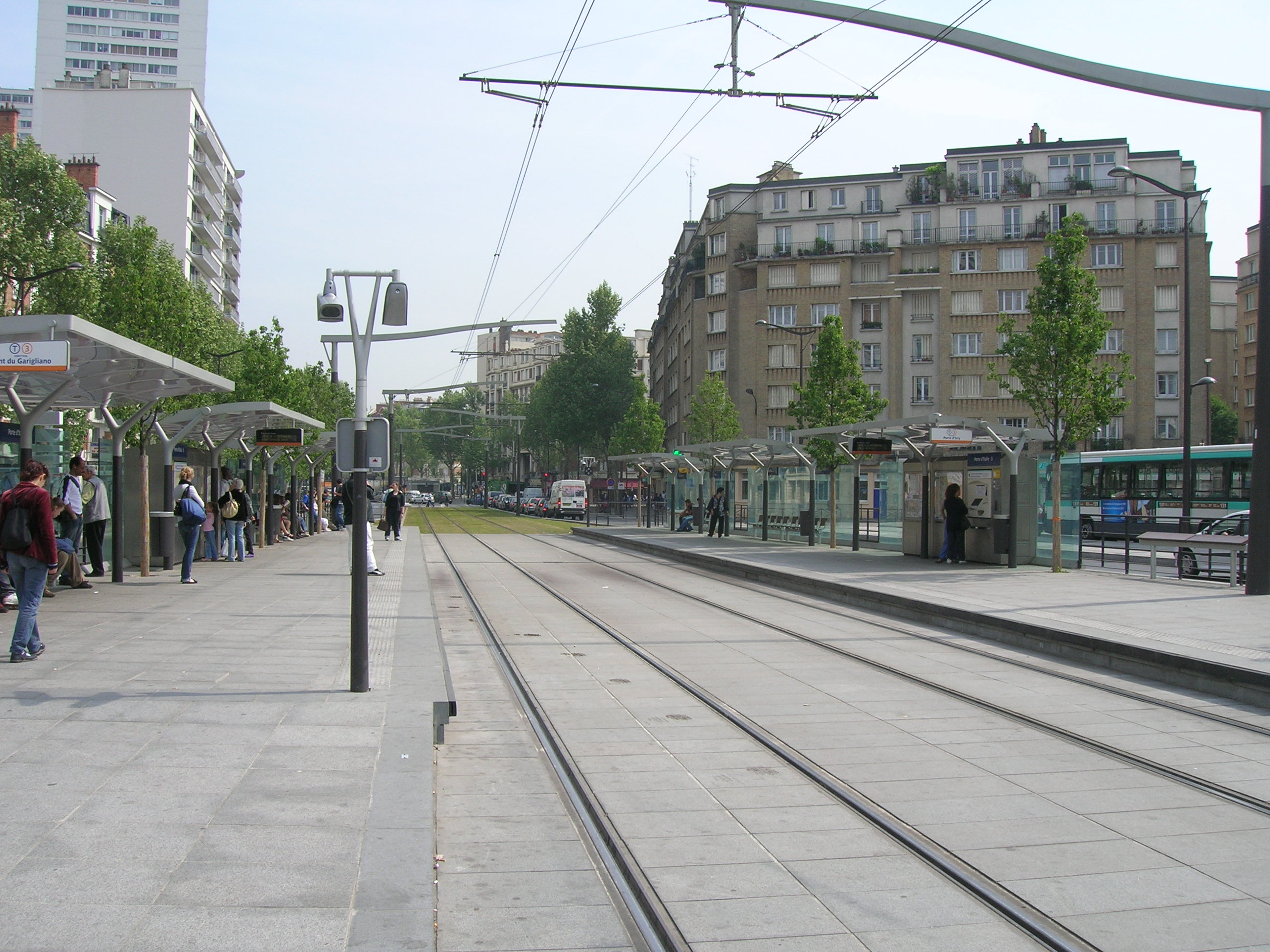
トラム3a号線のホーム

2006年12月16日からはパリ・トラムの3a号線が利用できるようになった（開業当時から2012年12月15日までは旧称T3号線）。トラムのホームも相対式2面2線の構造である。
- パリメトロ
  - 7号線
- パリ・トラム
  -  3a号線

## 歴史
- 1930年3月7日 - 10号線（当時）プラス・ディタリー〜ポルト・ド・ショワジー間の延伸に伴い開業。
- 1931年4月21日 - 7号線に移管される。

## 駅周辺
- ポルト・ディタリー（フランス語版）
- パリ・アジア人街（フランス語版）

## バス路線
パリ交通公団 (RATP) の路線バス47・131・184・185・186系統が運行されており、夜間にはノクティリアン（フランス語版）の深夜バスN15・N22系統の運行も設定されている。

## 隣の駅
パリメトロ
7号線（メリー・ディヴリー方面支線）
メゾン・ブランシュ駅 （Maison Blanche） - ポルト・ディタリー駅 - ポルト・ド・ショワジー駅（Port de Choisy）